# Catuvolcus
Catuvolcus was samen met Ambiorix koning van de Eburonen die in 54 v.Chr. in opstand kwamen tegen de Romeinen en Julius Caesar. 
Ambiorix was de inspirator en aanstichter van de strijd terwijl Catuvolcus qua karakter wat bedaarder en qua statuur achtenswaardiger lijkt te zijn geweest dan zijn mede-koning. Nadat Caesar in een verrassende manoeuvre het hoofdkwartier van Ambiorix had ingenomen (waarbij Ambiorix ternauwernood ontsnapte en de opstand de facto mislukt was) besloot Catuvolcus zelfmoord te plegen (53 v.Chr.) door het drinken van het sap van een taxusboom. Hij was inmiddels een man op jaren en kon wellicht de inspanning van de strijd tegen Caesar - of de vlucht voor hem - niet meer aan. Volgens Caesar stierf de Gallische koning vol wroeging omdat hij zich door Ambiorix had laten overhalen om zich als kleine stam als de Eburonen te weer te stellen tegen zo'n machtige veldheer als Caesar.
De naam Catuvolcus betekent: "Snelle in de strijd". In de achttiende eeuw werd Catuvolcus ten onrechte geïdentificeerd met de in de valse Rijmkroniek van Klaas Kolijn genoemde, verzonnen Bataafse koning Katenwald, Kattenwald of Catmeer.

## Antieke bronnen
- Julius Caesar, Bell. Gall. V 24.4, VI 31.5.